# L'oiseau et l'enfant
L'oiseau et l'enfant ("L'uccello e il bambino") è stata la canzone vincitrice dell'Eurovision Song Contest 1977, scritta da Jean Paul Cara e Joe Gracy e cantata, in francese, da Marie Myriam, in rappresentanza della Francia.
Il brano, ultimo, per il momento, ad aver vinto per la Francia, fu eseguito per diciottesimo e ultimo nella serata; seguì il Belgio (rappresentato dal gruppo Dream Express). Alla fine delle votazioni, ricevette 136 punti, trionfando su diciotto partecipanti totali. Myriam indossava un abito lungo di colore arancio, mentre i suoi cinque coristi erano vestiti di nero.
Myriam, in seguito, registrò la canzone in altre quattro lingue: inglese ("The Bird and the Child"), tedesco ("Der Vogel und das Mädchen"), spagnolo ("El zagal y el ave azul") e nella sua lingua madre: portoghese ("A ave e a infância").
Nel video musicale introduttivo della canzone, la cantante si trova nella piazza René Viviani a Parigi, circondata da una folla vastissima.